# Szymon Marciniak
Szymon Marciniak, (Płock, 7 de janeiro de 1981) é um árbitro de futebol polonês que faz parte do quadro da Federação Internacional de Futebol (FIFA).

## Carreira
Szymon Marciniak foi árbitro da Eurocopa de 2016.
Também foi árbitro da final da Copa do Mundo FIFA de 2022.
Foi escolhido árbitro da Final da Liga dos Campeões da UEFA de 2022–23 